# Idolator (sitio web)
Idolator es un blog de música creado por la red de blogs Gawker Media en agosto de 2006, Idolator fue posteriormente vendida a la red de blogs rival Buzz Media (ahora titulada Spin Media), que también es propietaria del blog de música Stereogum y Spin.  

## Colaboradores
Desde 2007 el escritor original fue Brian Raftery hasta noviembre de 2009, la jefa escritora del blog era Maura Johnston, quién fue el único contribuyente original restante para el blog antes de su partida.
En abril de 2009, otros colaboradores del blog fueron despedidos por Buzz Medios de Comunicación, con la excepción de Chris Molanphy, que se ofreció a continuar escribiendo su «más de 100 columnas individuales» de forma voluntaria hasta la salida de Johnston.
El actual redactor jefe es Robbie Daw.

## Controversias
Idolator ha tenido varios momentos de controversia, incluyendo uno que fue iniciado por un post hecho por el blog que afirmaba que un post hecho por Wired News hizo varias predicciones que Idolator creían eran ampliamente inexactas. El blog también se aprovechó de la controversia que rodeaba a Pazz & Jop y la encuesta de críticos de The Village Voice en noviembre de 2006.